# Камера люсида
Камера люсида, наричана още камера люцида, камера лусида или камера луцида (лат. camera lūcida – „светла стая“) е оптично устройство, състоящо се от прикачена призма, която позволява на наблюдателя да вижда образа пред него върху повърхността, на която скицира. Използва се в качеството на алтернатива на камера обскура.